# Drosera zonaria
Die Pflanzenart Drosera zonaria gehört zur Sektion Erythrorhizae in der Gattung Sonnentau (Drosera). Diese fleischfressende Pflanze ist im südwestlichen Australien beheimatet.

## Beschreibung

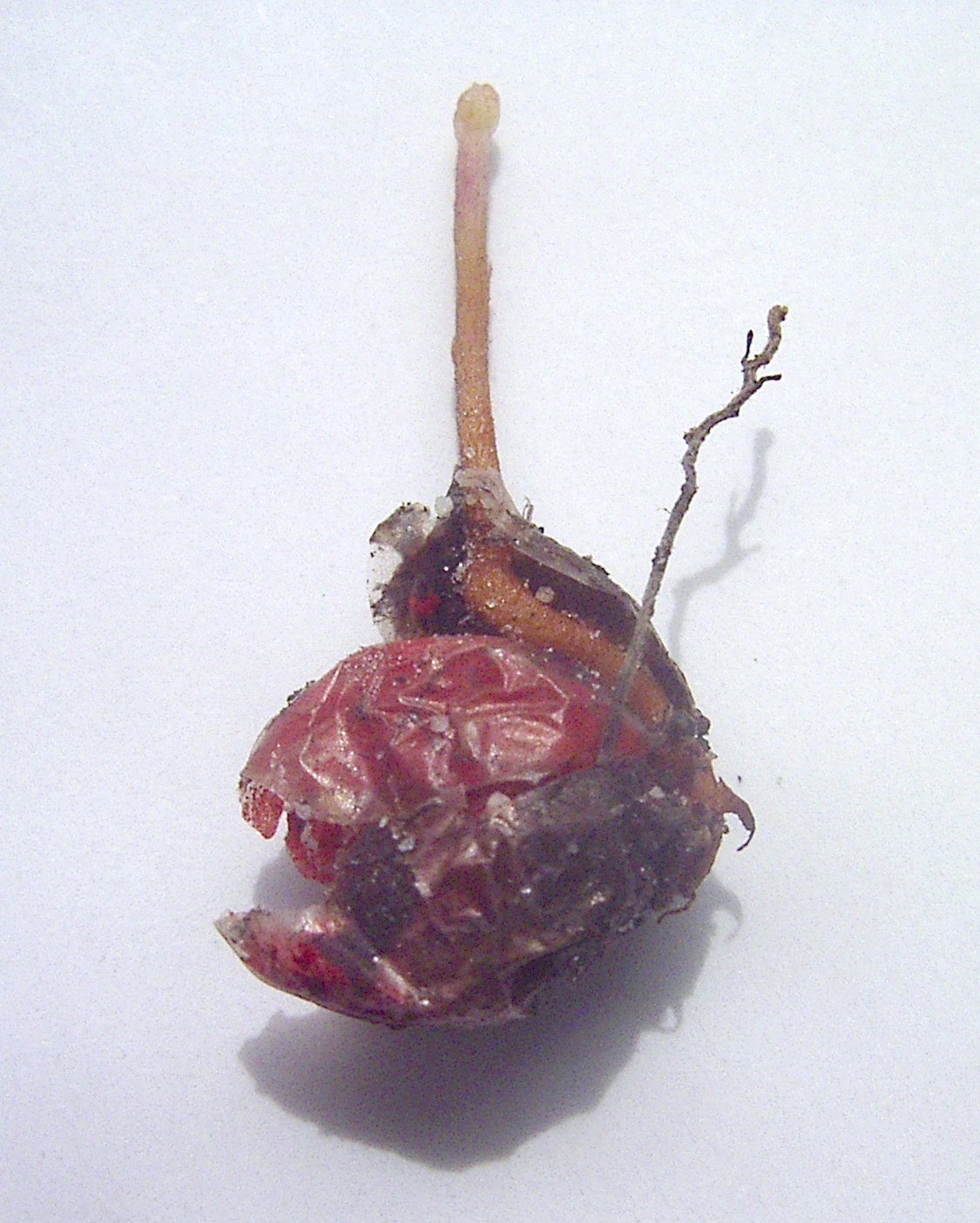
Knolle von Drosera zonaria

Drosera zonaria wächst als ausdauernde krautige Pflanze, die eine geringe Wuchshöhe und einen Durchmesser von etwa 5 cm aufweist. Diese fleischfressende Pflanze bildet Knollen als Überdauerungsorgane. In größerer Anzahl stehen die Laubblätter in einer kleinen grundständigen Blattrosette zusammen, teilweise direkt übereinander. Die relativ langen Blattstiele sind durch die sich überlappenden Blätter meist vollständig verdeckt. Die Blattspreite ist mit einem Durchmesser von etwa 2 cm nierenförmig.
Drosera zonaria blüht selten. Die Blütenstandsschäfte wachsen aus der Mitte der Blattrosette und tragen zwei bis drei Blüten. Die relativ kleinen Blüten sind radiärsymmetrisch und fünfzählig. Die fünf Kronblätter sind weiß.

## Vorkommen
Drosera zonaria ist im südwestlichen Australien beheimatet.
In den Sommermonaten trocknet der Standort von Drosera zonaria in der Regel komplett aus, die Pflanze überdauert diese Trockenperioden als Knolle unterirdisch und treibt in den feuchteren Herbst- und Wintermonaten wieder aus. Sie wächst bevorzugt auf wasserdurchlässigen Sandböden.